# 요안니스 페르사키스
요안니스 페르사키스(그리스어: Ιωάννης Περσάκης, 1877년 ~ 1943년)는 그리스의 육상 선수이다. 그는 아테네에서 열린 1896년 하계 올림픽에 참가했다.
그는 아테네에서 태어났다.
페르사키스는 세단뛰기에 참가해 12.52m로 3위를 기록했다.